# Лоде (Італія)
Лоде (італ. Lodè, сард. Lodè) — муніципалітет в Італії, у регіоні Сардинія,  провінція Нуоро.
Лоде розташоване на відстані близько 290 км на південний захід від Рима, 160 км на північ від Кальярі, 35 км на північний схід від Нуоро.
Населення — 1763 особи (2014).
Щорічний фестиваль відбувається 13 червня. Покровитель — Антоній Падуанський.

## Демографія
Населення за роками:

Станом на 1 січня 2023 року в муніципалітеті офіційно проживало 10 іноземців з 7 країн, серед них 5 громадян країн Євросоюзу.

## Сусідні муніципалітети
- Бітті
- Лула
- Онані
- Падру
- Сініскола
- Торпе